# Strigolniki

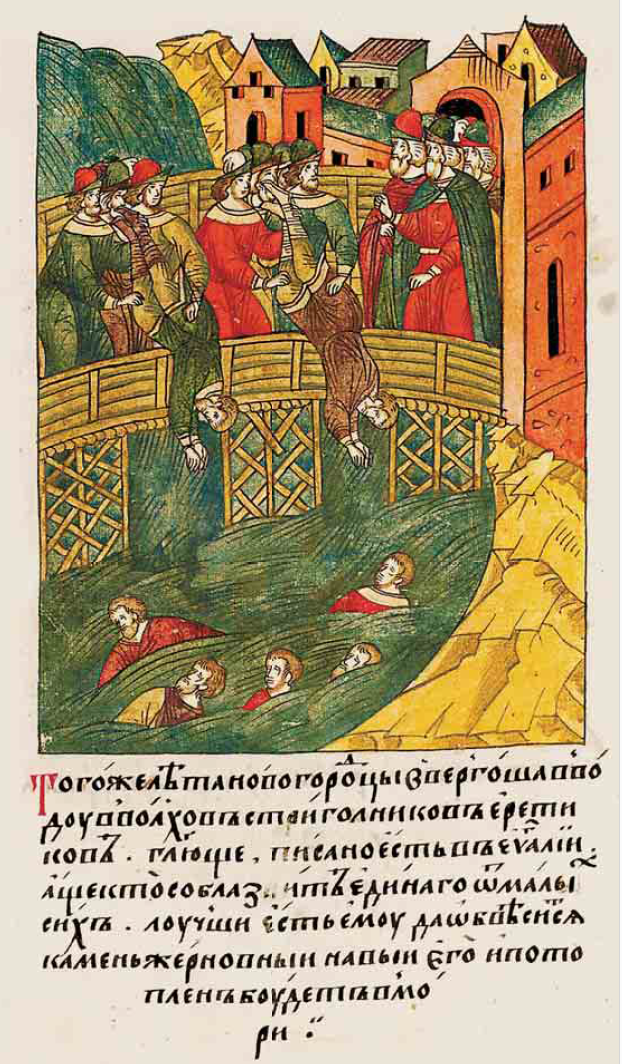
Executie, Novgorod 1375

Strigolniki (enkelvoud Strigólnik; Стригольник in het Russisch) waren volgelingen van de eerste Russische niet-Orthodoxe sekte die in de 14e en 15e eeuw voorkwam in Pskov en daarna in Novgorod en Tver.
De herkomst van de benaming is onzeker. Sommige historici denken dat het te maken heeft met beroepen die de eerste Strigolniki uitoefenden, zoals kleermakers en kappers (het woord strigolnik komt van de Russische stam strig-, wat snijden of knippen betekent). Anderen denken dat de naam is afgeleid van een bijzondere inwijdingsceremonie waarbij het haar in een specifiek model werd geknipt (een strizjka) door een geestelijke. Volgens nog anderen duidt de naam erop dat men geen baard liet groeien, of deze afschoor vóór het betreden van een kerk.
Actieve leden van de sekte waren vooral handelslieden en laaggeschoolde geestelijken. Zij waren tegenstanders van de kerkelijke hierarchie en het kloosterwezen, het priesterschap, de eucharistie, biecht en de doop, die vergezeld gingen van heffingen (in hun ogen afpersing) ten bate van de geestelijken. De omkoopbaarheid, gebreken en ontuchten van priesters werden door hen aan de kaak gesteld. Zij verlangden dat de preken in de kerk begrijpelijk waren voor leken. In hun eigen bijeenkomsten was aandacht voor sociale thema's zoals de maatschappelijke ongelijkheid.
De initiator van de beweging, deken Karp, kreeg volgelingen in Pskov, maar verhuisde naar Novgorod om vervolging te vermijden. Enkele onderzoekers zeggen dat de aartsbisschop van Novgorod, Vasili Kalika (1330–1352), de ketterij negeerde maar dat zijn opvolgers, Moiseja (1325–1330; 1352–1359), en Aleksej (1359–1388) stevige maatregelen namen tegen de sekte. Bij een schermutseling in 1375 gooiden woedende inwoners van Novgorod drie ketters vanaf de brug in de Volkovrivier. Vanaf 1382 werd de sekte tegengewerkt door aartsbisschop Dionysios van Soezdal.

De Strigolniki gingen echter door met het verspreiden van hun gedachtegoed. De beweging verkreeg aanhang in Novgorod, Pskov en Tver, waar de bisschoppen Fjodor Dobry en Jevfimi Vislen hun steun eraan toekenden. In het begin van de 15e eeuw sprak Photius, Metropoliet van Moskou, Kiev en heel Rusland, zijn afkeuring uit over de leer van de Strigolniki.
Vanaf het tweede deel van de 15e eeuw zijn er geen meldingen meer over de Strigolniki. Sommige historici denken dat ze opgingen in de  sekte van Skariya de Jood. De Orthodoxe Kerk dateert het einde van de beweging op 1427.